# Sandra Žigić
Sandra Žigić, né le 19 janvier 1988 à Zagreb, est une footballeuse internationale croate qui joue pour le club italien de Serie B Orobica.

## Biographie

### Carrière en club
Au cours de sa carrière, elle joue pour le Dinamo Maksimir (avec qui elle dispute la Coupe d'Europe), Plamen Križevci en 1re division croate, le FC St. Veit en Frauenliga autrichienne, les Monroe Mustangs en NJCAA et Medyk Konin en Ekstraliga polonaise.
Elle quitte le FF USV Jena à l'été 2018 et rejoint l'équipe féminine de l'AC Milan nouvellement formée.

### Carrière internationale
Elle fait ses débuts dans l'équipe nationale croate en mai 2005. 
Elle est l'une des joueuses les plus expérimentées de l'équipe croate avec 89 sélections en février 2020.